# Arte sacra
Per arte sacra, secondo l'interpretazione di Titus Burckhardt, non si intende qualunque opera artistica che rappresenti un soggetto religioso, ma più specificamente l’arte le cui stesse forme riflettono la visione spirituale propria di una data religione.

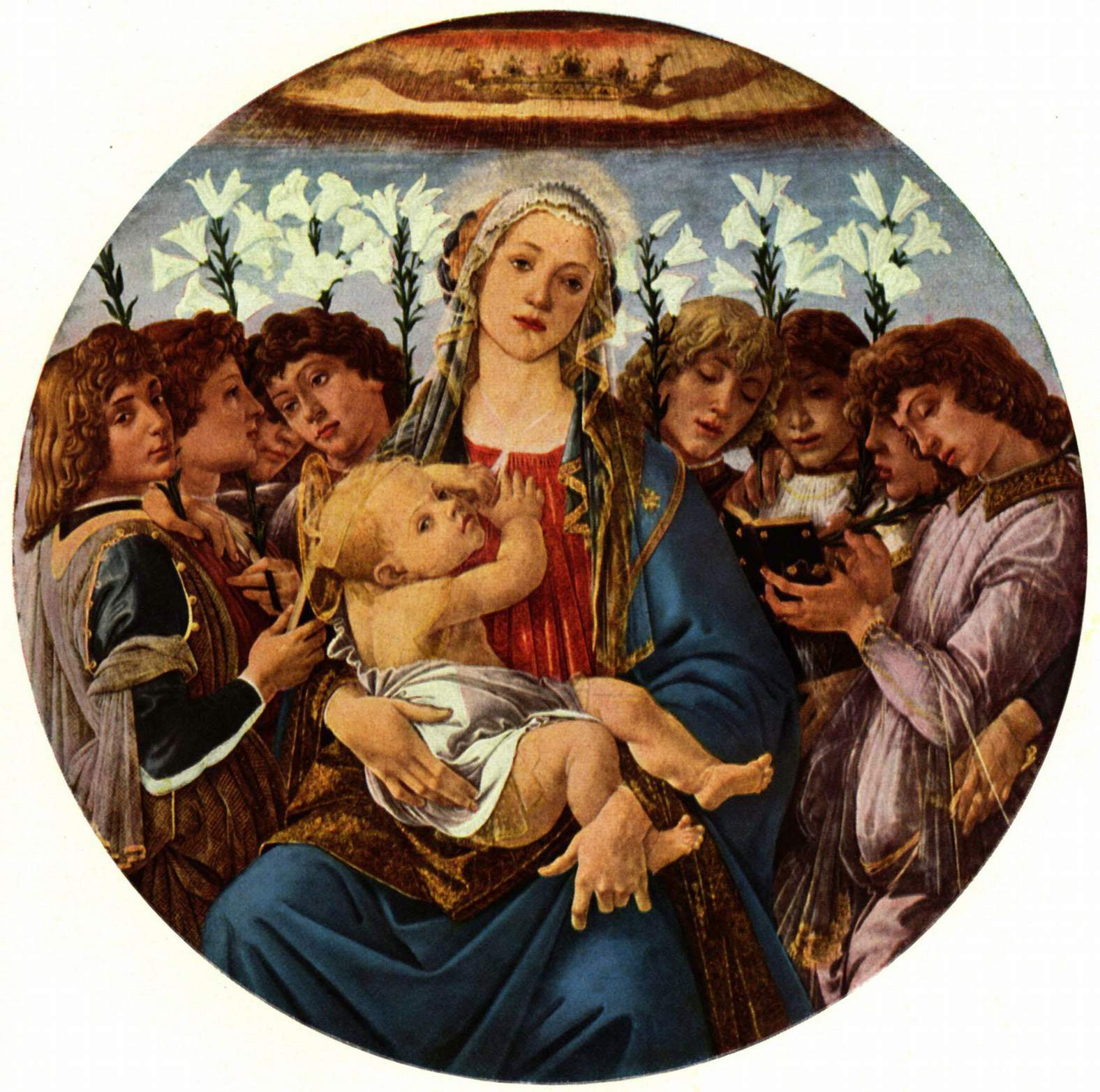
Madonna con bambino di Sandro Botticelli, esempio di arte sacra.

## Caratteristiche dell'arte sacra
Secondo la definizione di Titus Burckhardt, l'arte sacra si basa sul simbolismo inerente alle forme. In quest'ottica:
(Titus Burckhardt)
L’arte sacra non ha come obiettivo quello di trasmettere delle impressioni o evocare emozioni. Essa è un simbolo, ed è per questo che si serve di mezzi semplici e primordiali. Secondo Rodolfo Papa l’arte religiosa si colloca tra le arti belle e, al vertice dell’arte religiosa, si individua l’arte sacra, in quanto è la bellezza dell’arte che esprime la bellezza del creato, del creatore e quindi di Dio. La concretizzazione primaria dell’arte sacra era la costruzione di un santuario, la cosiddetta casa dello spirito divino. In senso spirituale, il santuario si pone al centro del mondo:
(Titus Burckhardt)
Questo si esprime al meglio nella forma del tempio dove la forma ordina lo spazio in rapporto al suo centro. Questa è per così dire la sintesi del mondo, in quanto l’architettura sacra trasforma in forma permanente tutto ciò che è in movimento nell'universo. Il tempio quindi rappresenta:
(Titus Burckhardt)
L’architettura del santuario implica anche un aspetto di sacrificio perché i materiali per la costruzione del tempio sono sottratti a ogni uso profano e offerti alla divinità. Tale sacrificio tende a compensare il sacrificio che c’è all’origine del mondo. In questo, come in ogni sacrificio, il materiale sacrificato subisce una trasformazione qualitativa e viene assimilato a un modello divino. Ciò risulta anche nell’edificato del santuario. Ne è un esempio il Tempio di Gerusalemme realizzato da Salomone secondo il piano rivelato a Davide. La forma rettangolare o cubica del santuario sta ad esprimere la legge definitiva e immutabile, in contrapposizione alla forma sferica del cielo che è indefinita e sottratta ad ogni misura.
Questi fondamenti dell’arte sacra si ritrovano, in maniera diversa, nelle diverse tradizioni religiose: Induismo, Cristianesimo, Islamismo, Buddismo, Taoismo ed Ebraismo. Ovviamente, dato che ogni religione presenta una spiritualità differente, anche le loro manifestazioni artistiche saranno differenti e rispecchieranno il loro stile. Esiste tuttavia una differenza generale tra l’arte sacra orientale e quella occidentale.

## Arte orientale
Nell'arte figurativa cristiana orientale l'immagine di Cristo viene realizzata attraverso una tecnica rigorosa tramandata nei secoli: per questo motivo le icone orientali non mutano mai nello stile. Alle icone, grazie alla loro materia, viene attribuita la capacità di riflettere la gloria di Dio. La luce di Dio traspare dai colori. L'osservatore, infatti, attraverso la visione, entra in contatto diretto con Dio. 
Questa concezione è il risultato dello scontro sull'iconoclastia condotto tra il 726 e l’843 dalla corte imperiale di Costantinopoli. A sostegno delle icone erano schierate soprattutto le comunità monastiche, che sottolinearono il legame tra fede e arte e la necessità di rappresentare Cristo nelle sue due nature: umana e divina.

### Induismo
Secondo la tradizione indù, l’arte sacra è di origine angelica, perché ogni opera d’arte sulla terra è realizzata imitando l’arte dei deva. I deva corrispondono agli angeli e non sono altro che:
(Titus Burckhardt)
Secondo questa tradizione, l’arte sacra dovrebbe imitare l’arte divina, non copiandola, ma imitando la maniera in cui opera lo spirito divino.

#### Architettura
Un elemento importante per l'architettura sacra è il santuario, in particolare la sua forma. Per l’induismo, infatti, la forma quadrata indica l’immutabilità del principio, mentre il cerchio indica, in contrapposizione al quadrato, il movimento indefinito del cosmo. Il quadrato esprime quindi, una realtà superiore rispetto a quella rappresentata dal cerchio, in quanto la natura permanente e immutabile del principio trascende la causalità cosmica. 
Nell'architettura sacra è anche presente la “cristallizzazione” delle grandi misure del tempo, che nella tradizione indù è prefigurata dall'impianto dell’altare vedico, il cui cubo, formato da tanti mattoni, rappresenta il corpo di Prajapati. Egli è un essere cosmico totale, immolato dai deva all'origine del mondo: le sue componenti rappresentano i vari aspetti o parti del cosmo, e devono essere simbolicamente ricongiunte. Questo avviene grazie ad un rito dove il sacrificatore si identifica con l'altare che è stato costruito a immagine dell'universo, e, secondo le misure del proprio corpo, si identifica con l'animale sacrificale a seconda delle qualità che esso rappresenta. Lo spirito invece si identifica con il fuoco che reintegra l’offerta nell'infinitezza del principio. L’altare del sacrificio, l’area sacra che contiene l’altare stesso e il fuoco, sono tutti chiamati Agni, dove, secondo il mito, Agni è il figlio di Prajapati e di tutti gli esseri sorti da lui. Egli risorge in ogni opera sacrificale e, quando abbraccia il cosmo, Prajapati entra in lui diventando Agni Vaisvanara, cioè l’uomo universale, la sintesi di tutti gli esseri viventi.

#### Scultura
Nella scultura pre-indù della civiltà della valle dell'Indo gli oggetti venivano costruiti in pietra, terracotta, avorio, rame e oro e rappresentavano divinità femminili, statuette di animali, modellini di carro e pittogrammi. Ma nel periodo che va dal II millennio al III secolo a.C. non si registrano più contatti con le culture mediorientali. Dal III secolo a.C. si dà maggiore importanza alla scultura a tutto tondo o a rilievo, che diede vita a composizioni ornamentali, secondo uno stile che sarebbe divenuto tipico di tutta la scultura indiana. Dal IX secolo, con il dominio musulmano, la scultura indiana divenne lineare: la resa della figura era ottenuta grazie ai contorni e non più al modellato, e la funzione dell'architettura divenne sempre più subordinata.

#### Pittura
Testimonianze pittoriche prima del 100 d.C. sono pochissime, ma nel periodo successivo l'arte indiana entra in una fase classica e al tempo stesso energica. Tale pittura rappresentava le ricompense del bene e le cattive conseguenze delle azioni malvagie. Successivamente la miniatura, che deriva dalla cultura persiana, fu un'arte di corte per gli imperatori. Essa rappresentava scene e fatti storici importanti, e produceva dei veri e propri documenti storici, distribuiti in manoscritti o dipinti su fogli d'album, con attenzione per i dettagli realistici e uno stile drammatico.

Verso la fine dell'Ottocento, la pittura indiana perse d'importanza e venne sostituita da opere che imitavano gli stili europei affermatisi con l'inizio della dominazione britannica. In seguito, però, si ebbe un risveglio degli stili antichi, grazie alle campagne archeologiche del XIX secolo.

### Islam
Anche per l’islam, Dio è un’artista.
(Titus Burckhardt)
Per questo motivo l'arte islamica è fondata sulla saggezza, o sulla scienza, che non è altro il deposito della saggezza stessa. Lo scopo dell’arte è quello di aiutare lo spirito a distaccarsi dalle cose per risalire verso l’infinito. Ma l’Islam pone il divieto di rappresentare Dio, in quanto esso non può essere rappresentato, essendo astratto. L’unica eccezione è l’immagine piena come arte profana che però non rappresenti né Dio né il viso del profeta. Anche nelle moschee non c’è alcuna immagine che rappresenti Dio: questo può avere un aspetto positivo perché sottolinea la trascendenza di Dio che è assoluta e non può essere paragonato, ma ha anche un aspetto negativo perché si elimina una “presenza” che:
(Titus Burckhardt)
Questo rifiuto della rappresentazione figurata naturale, non è dato dal Corano, ma dall'artista islamico stesso, il quale non vuole sostituirsi a Dio nel tentativo di imitare le forme naturali.
Secondo il pensiero musulmano l’immagine dell’arte figurativa sposta un ordine di realtà in un altro. Soluzione a tutto ciò è la saggezza che pone ogni cosa al suo posto. Nell'arte figurativa questo si traduce nell'idea che ogni creazione artistica debba seguire e rendere accessibili le leggi della sua sfera di esistenza. Per esempio nell'architettura, grazie alla forma regolare del cristallo, viene espresso l’equilibrio statico e lo stato perfetto dei corpi immobili. Una creazione tipica dell’Islam è l’arabesco, dove, come dice Burckhardt:
(Titus Burckhardt)
Esso è un modo per fare arte senza riprodurre l’immagine, o più precisamente, di dissolvere l’immagine. L’arabesco costituisce una specie di dialettica dell’ornamento che implica due elementi fondamentali: il primo è l’intreccio, che si ricollega alla speculazione geometrica; il secondo è il motivo vegetale, che è una specie di grafica del ritmo, composta da forme a spirale.
Per l'artista islamico, l'arte non era un dono ma una conoscenza da acquisire. Le opere erano anonime, in quanto l'artista stesso era in secondo piano rispetto all'opera, che invece era il risultato finale e ciò che contava maggiormente. Lo scopo dell'artista era il conseguimento della bellezza. Questo deriva dal Corano che dava importanza alla bontà e alla verità e enfatizzava i Begli Atti, ma anche dai novantanove Sacri Attributi di Dio che in arabo sono detti i Più Bei Nomi di Dio.
L'arte islamica, inizialmente, lavorava con tecniche e vecchi motivi ricavati dai suoi predecessori semiti, bizantini e sassanidi. Nei secoli seguenti il mondo musulmano rimase la sola cultura in stretto contatto con le altre civiltà e le altre culture.

### Taoismo
Secondo il taoismo, l’arte divina è l’arte delle trasformazioni, in quanto è la natura intera che si trasforma secondo le leggi del ciclo. Infatti l’obiettivo dell’arte è proprio conformarsi a questo ritmo cosmico.
(Lydia Salviucci Insolera)

### Buddhismo
Il buddhismo applica la nozione di arte divina alla:
(Titus Burckahardt)
 anche se il buddismo evita ogni personificazione dell’assoluto. La bellezza del Buddha diffonde uno stato d’essere che nessun pensiero potrebbe circoscrivere. Questa bellezza viene rappresentata a lungo nell'immagine dipinta o scolpita del beato. L’arte buddista deriva dall'arte indù, da cui riprende in particolare la forma del Buddha e il loto, entrambi con il significato di immensa calma dello spirito risvegliato a se stesso. Anche l’altare, che contiene l’immagine murata di un uomo d’oro posto su un disco d’oro, a sua volta posto su una foglia di loto, deriva dall'arte indù ed è un simbolo di Puruṣa (colui che è stato sacrificato per dare origine alle diverse parti del cosmo). Ma, nonostante ciò, il buddismo comunque differisce dall'induismo in quanto, mentre l’induismo vede le realtà divina in maniera oggettiva, perché si riflette nella mente, il buddismo cerca l’essenza dell’uomo e delle cose in maniera soggettiva, cioè attraverso la realizzazione spirituale. Infatti il Buddha ritiene che essa non spieghi l’origine del mondo o dell’anima, ma mostri la sofferenza e la via che ce ne libera. Per tale motivo, la religione buddista non può far altro che rappresentare il Buddha nel suo aspetto umano. Esso, infatti, viene rappresentato spogliato da tutti i suoi attributi regali, seduto nella posa della meditazione, e tiene nella mano sinistra la ciotola da mendicante, simbolo dell’abbandono del non-io, mentre con la mano destra tocca la terra per indicare il suo dominio spirituale su di essa. Il principale tema dell’arte buddista, quindi, è l’immagine del loto e quella del beato. L’immagine del loto rappresenta la manifestazione del Buddha umano, chiamato “il gioiello nel loto”. Per il buddismo il loto è paragonato all'anima che passa da uno stato oscuro e informe alla luce della coscienza.

## Arte occidentale
Nell'arte sacra occidentale, la caratteristica principale è l'uso della prospettiva lineare, cioè la convergenza di tutte le linee verso un unico punto centrale, mentre la luce naturale ha il significato simbolico di luce divina che illumina la scena. I toni dei colori sono più intensi e, grazie alla luce divina, diventano più vivi.

### Cristianesimo
Secondo il cristianesimo Dio è artista in quanto ha creato l’uomo a sua immagine e somiglianza. Questa “immagine” però, con la caduta di Adamo, è andata pian piano sfumando perché, mentre Dio è un essere illimitato, l’uomo invece ha i propri limiti. Quindi per il cristianesimo l’immagine divina per eccellenza è la forma umana del Cristo. L’oggetto dell’arte cristiana è:
(Titus Burckhardt)
L’arte cristiana è discontinua nello stile e nella sua qualità spirituale. Il cristianesimo, inizialmente, esigeva un’arte figurativa, quindi non poteva ignorare l’eredità artistica dell’antichità e inglobò cenni di naturalismo. Mentre in Oriente l’arte sacra non viene mai scissa dall'arte profana, il cristianesimo ha sempre riconosciuto accanto all'arte sacra un’arte religiosa dalle forme più o meno mondane. L'arte sacra cristiana, principalmente, si ispira a due correnti: l'arte tradizionale delle icone e l'artigianato tradizionale. L'arte tradizionale delle icone si basa sull’immagine del Cristo e della Vergine: è di natura teologica e ha origini storiche e miracolose. La tradizione artigianale è invece cosmologica perché imita la formazione del cosmo e del caos, ed ha origine precristiane.
(Titus Burckhardt)
Per tale motivo, la visione delle cose non si riallaccia immediatamente alla rivelazione del Cristo. Il connubio tra la tradizione puramente cristiana e la cosmologia precristiana è caratterizzato dal simbolo del Cristo nelle catacombe. Tale simbolo era un monogramma costituito da una ruota a sei o otto raggi, formato dalle lettere X e P (chi e ro), presenti o da sole, o combinate con una croce. La ruota a sei raggi assomiglia alla croce a tre dimensioni, mentre la ruota a otto raggi corrisponde alla rosa dei venti. Le catacombe in sé invece, nascono per esigenza della nuova religione in quanto sorge la necessità di trovare un luogo adatto in cui seppellire i defunti.

#### Cattedrali
Per il pensiero cristiano, il tempio è analogo al corpo del Cristo; il luogo architettonico cristiano per eccellenza è quindi la cattedrale. Secondo alcuni liturgisti medioevali, la cattedrale corrisponde al crocifisso: la testa viene rappresentata dall'abside orientata, le braccia si presentano rivolte verso il transetto, il busto e le gambe sono presenti nella navata, il cuore invece corrisponde al luogo dell’altare maggiore.
Le prime cattedrali furono costruite nell'XI secolo e inizialmente fu usato lo stile romanico, sobrio e imponente. Successivamente furono utilizzate forme architettoniche più slanciate verso l’alto e con ampie vetrate, e con ciò si passa allo stile gotico.

#### Altri tipi di edificio
Altro luogo importante, per tempo e significato ben prima delle cattedrali, è la basilica, edificio utilizzato dai romani per questioni civili e poi ripreso dai cristiani per lo svolgimento di funzioni religiose. Inizialmente era stata pensata a pianta rettangolare con poche decorazioni; successivamente i cristiani aggiunsero una navata più piccola e abbellirono gli interni con colonnati e absidi. Vennero costruiti anche edifici dedicati esclusivamente al culto dei martiri, a battistero o a mausoleo, a pianta circolare.

#### Funzioni dell'arte cristiana
In sintesi, l’arte cristiana si può considerare come la confluenza di tre concetti fondamentali: realismo, idealismo e simbolismo. Con il termine realismo si indica la concretezza storica della vita di Gesù, sottolineando la sofferenza che ha vissuto durante la passione. Con il termine idealismo, invece, si esprime la presenza di Dio nell'incarnazione, per ricordare che colui che soffre e muore martire è il vero vincitore.
L’arte sacra ha anche diverse funzioni: 
- contemplativa, perché l’arte conduce alla contemplazione e si crea un dialogo di preghiera con Dio attraverso essa;
- di memoria, in quanto, grazie all'arte sacra cristiana, vengono tramandate le verità di fede mantenendole vive nei fedeli;
- di catechesi, perché l’arte è un ottimo mezzo per insegnare la religione: grazie all'arte sacra l’uomo apprende più velocemente i concetti cristiani;
- decorativa, attraverso l'uso di tutto ciò che abbellisce un luogo o situazione, come per esempio piante, fuori, frutta, uccelli, e tutto ciò che è stato creato da Dio. Queste decorazioni attorno a Dio contribuiscono a rilevare la sua presenza. Viene utilizzato materiale prezioso (oro, argento, pietre preziose) per manifestare, attraverso la ricchezza, la presenza divina.[17][18]

#### Pittura sacra nel Seicento
Il Seicento è stato il secolo della Controriforma cattolica. In questi anni, l’arte diventa il principale strumento per comunicare e pittori, scultori e architetti si pongono l’obiettivo si persuadere eretici e dubbiosi, riconducendoli alla dottrina cattolica. L’arte sacra si pone anche l’obiettivo di comunicare. Dato che le messe erano dette esclusivamente in latino, uno dei modi per la gente meno acculturata e analfabeta di comprendere i fondamenti della religione, era tramite l’arte sacra. I temi dell’arte sacra del seicento erano il sentimento, le passioni della gente comune. Questo per appunto far coniugare nell'arte l’idealismo, fatto di armonia, proporzione, decoro ecc. con il realismo. Per realismo, infatti, si intende che le figure del Cristo, della Madonna o degli apostoli, avevano come modello persone comuni: giovani inquieti, belle popolane, vecchi rugosi. 
Un esempio di pittura sacra del Seicento è Caravaggio. Egli, nei suoi quadri, rappresentava la realtà così com'era. I modelli e le modelle erano rappresentati con tale verismo da sembrare quasi reali. Le sue due opere più importanti furono: morte della Vergine (1606) e le due versioni di San Matteo e l'angelo, la prima è andata persa, mentre la seconda è ubicata nella cappella Contarelli. Questo “realismo” di Caravaggio si diffuse in tutta Europa, grazie ai soggiorni di artisti stranieri in Italia, ma anche grazie alle opere dei caravaggisti italiani emigrati all'estero. Tra gli artisti spagnoli si ricordano in particolare Diego Velázquez e Francisco de Zurbarán. In Spagna, per tutto il Seicento, non vennero più rappresentate immagini che diffondevano gioia e felicità, ma il tema principale divenne il martirio dei santi, che suscitavano pentimento e sacrificio. Si era creata una nuova visione della religione basata soprattutto sul dolore e sulla mortificazione. Per rappresentare tale sofferenza, nei dipinti i colori si scurirono.

### Ebraismo
Nella religione ebraica l’arte viene utilizzata come manifestazione diretta della presenza divina: Dio stesso partecipa alla realizzazione artistica. Un esempio è quando Dio stesso diede a Salomone indicazioni per la costruzione del tempio. Grazie alle opere d’arte volute da Dio, viene sottolineato e interpretato il divieto divino di raffigurare immagini. Le prove di tale divieto da parte di Dio sono presenti proprio nella Bibbia. Questo divieto è dovuto al fatto che Dio è puro spirito e non ha similitudini con una realtà corporea: per questo non può essere rappresentato dall'uomo con alcuna immagine. Secondo San Giovanni Damasceno, il divieto di raffigurare la divinità nasce affinché gli ebrei non adorassero un’opera d’arte come se fosse una divinità. Tale interpretazione è stata anche provata da una scoperta avvenuta nel 1932 in Siria, dove è presente una sinagoga affrescata con figurazioni tratte dalla sacra scrittura risalenti alla metà del secolo III d.C.

## Rapporto tra arte sacra e mito
Uno degli scopi dell’arte sacra è il racconto del mito. Per “mito” si intende quelle storie che hanno come personaggi: esseri divini, eroi e dei. Esso rappresenta la storia sacra di una cultura, attraverso immagini collegate tra loro in racconti. Questi racconti non solo vengono rappresentati attraverso l’arte sacra, ma anche tramite narrazioni, figurazioni, danze e molto altro. Tra le storie sacre rappresentate ci sono la nascita dell’universo e del mondo, la nascita degli dei, degli uomini, la nascita della struttura della natura ovvero il modo in cui hanno avuto origine le stagioni, le fasi lunari, le specie animali e così via. «L’arte sacra propriamente detta riesce ad instaurare la contemporaneità tra l’evento mitico evocato e i fedeli che vi assistono e partecipano. Esso riesce a portare l’archetipo nel presente del fedele». Tra le opere greche e romane di vera arte sacra che ci sono giunte ci sono suppellettili, statue che raccontato e rappresentano i miti, pur avendo perso la sacralità degli originali.